# Dilshod Nazarov
Dilshod Nazarov (Dusambé, Tayikistán, 6 de mayo de 1982) es un atleta tayiko, especialista en la prueba de lanzamiento de martillo, con la que ha logrado ser campeón olímpico en Río 2016.

## Carrera deportiva como lanzador de martillo
En el Mundial de Pekín 2015 gana la medalla de plata con 78,55 m, tras el polaco Paweł Fajdek y por delante de otro polaco Wojciech Nowicki.
Al año siguiente, en los JJ. OO. de Río 2016 gana el oro, por delante del bielorruso Ivan Tsikhan y del polaco Wojciech Nowicki.